# La Comédie humaine
La Comédie humaine is een groep werken van Honoré de Balzac waarmee de schrijver  een volledig beeld wilde geven van de Franse maatschappij na de val van Napoleon. Balzac schreef hiervoor in de periode 1829 tot 1850 meer dan negentig romans, novelles, verhalen en essays die een beeld toonden van de sociale toestanden in de verschillende klassen in Frankrijk ten tijde van 1815.
Enkele van zijn romans zijn uitgegroeid tot klassiekers in de Franse literatuur, zoals Eugénie Grandet en Le Père Goriot. Hierdoor wordt Balzac beschouwd als een van de grote romanciers van de Franse en zelfs van de wereldliteratuur. Men beschouwt Balzac ook wel als een van de grondleggers van de realistische roman.

## Romancyclus
Balzac wordt beschouwd als de onbetwiste meester van het realisme. Hij schreef het monumentale werk La Comédie humaine, een roman- en novellencyclus van om en bij de honderddertig boeken met als doel de gehele Franse maatschappij met al zijn klassen vast te leggen. Elk boek is als een hoofdstuk van het grotere boek dat door het geheel wordt gevormd. Balzac drukte het zelf uit als décrire la société dans son entier, telle qu’elle est ("de maatschappij beschrijven in haar geheel, zoals ze is").
De titel van zijn werk heeft Balzac gekozen als een soort tegenhanger van Dantes Divina Commedia. In 1833 vatte hij al het plan op om bepaalde personages te laten terugkeren. Dat hij al speelde met het idee van een allesomvattende structuur, blijkt uit het contract dat hij dat jaar afsloot met Madame Charles-Béchet, een boekhandelaar in Parijs, voor de publicatie van de Études de mœurs au XIXe siècle. Het uiteindelijke concept van de Comédie humaine bedacht hij in 1842, voor een complete uitgave van zijn oeuvre. Door de opzet van zijn immense werk en door de houding van de schrijver die optreedt als observator kan Balzac worden beschouwd als een van de eerste Realistische schrijvers.

## Onderwerp
De bedoeling van het grote oeuvre is het weergeven van een zo correct mogelijk beeld van Balzacs tijdgenoten en de Franse maatschappij in alle rangen en standen. Balzac ging zelf vaak incognito op onderzoek in de Parijse maatschappij. Hij gebruikte belevenissen uit zijn eigen leven en uit de wereld om zich heen als inspiratie. Concreet beslaat La Comédie humaine de periode 1789-1850.
Het oeuvre wil het bekrompen burgerlijke milieu en het kapitalisme aan de kaak stellen. Door het oeuvre heen ziet men verschillende personages meerdere malen opduiken in verschillende stadia in hun leven en in verschillende maatschappelijke situaties. Balzac noemde zijn Comédie humaine zelf un drame à cent actes avec 400 ou 500 personnages ("een drama in honderd bedrijven met 400 of 500 personages") en wilde naar eigen zeggen concurreren met de burgerlijke stand. Men kan Balzac dus eigenlijk beschouwen als een geschiedschrijver van het heden.
La Comédie humaine is als het ware een inventaris van de Franse maatschappij van de eerste helft van de negentiende eeuw (meer bepaald tijdens de Restauratie en de Julimonarchie), die is gestoeld op een scherpe observatie van de werkelijkheid. Het oeuvre is echter geen simpele reproductie, maar een werk waarin realiteit en fictie elkaar ontmoeten, zodat hij een realistische mythologie bewerkstelligt. Balzac creëert als het ware een groot fresco, waarin de werken onderling met elkaar verbonden zijn via intriges en weerkerende personages.

## De verschillende titels van La comedie humaine

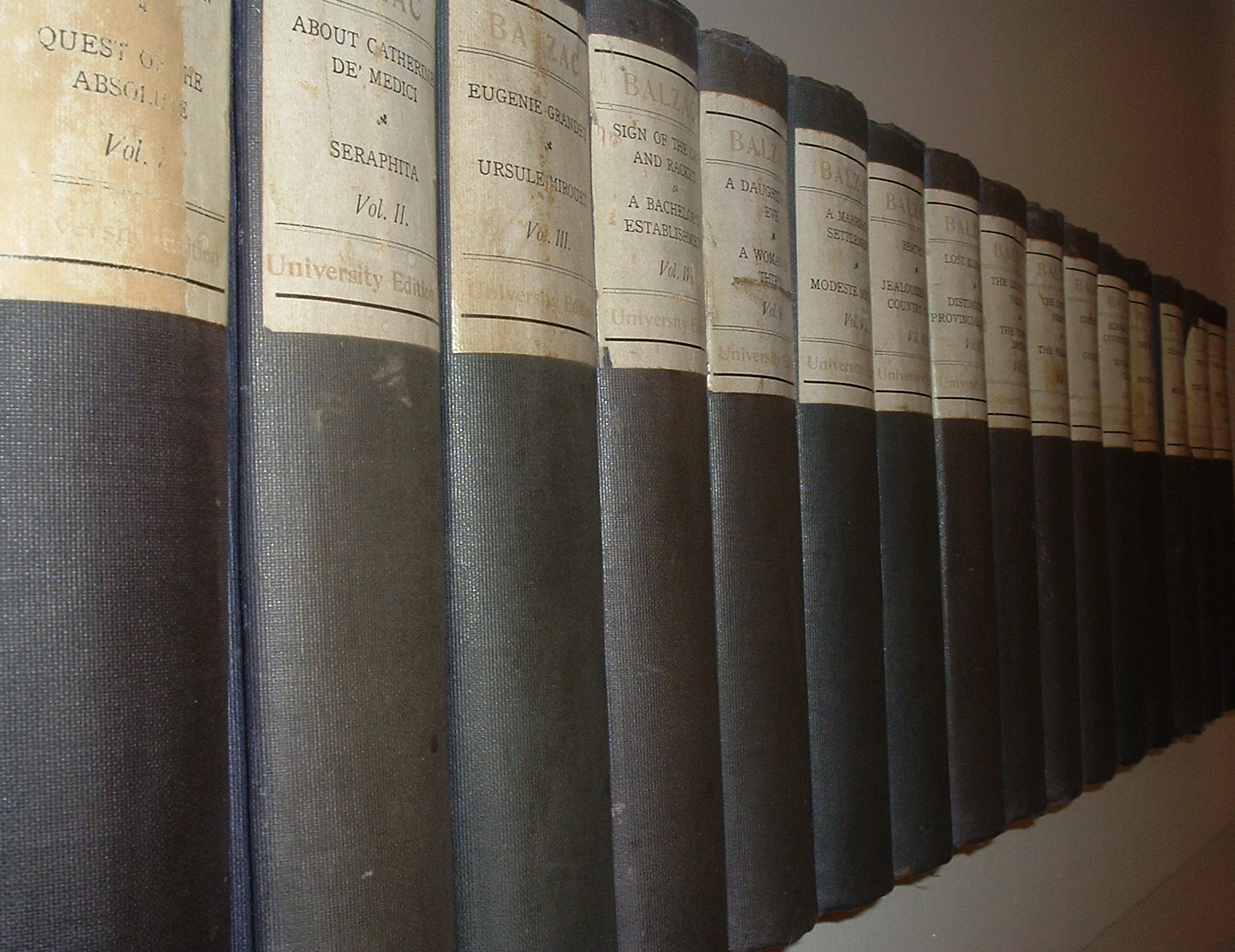
Een Engelstalige uitgave van de Comédie Humaine

Het algehele oeuvre van Balzac heet ‘La Comédie Humaine’ (De Menselijke Komedie), een illustratie van de Franse samenleving van zijn tijd.

### Études de mœurs
De studie van de zeden. De eerste groep, de Études de mœurs, omvat meer dan 50 romans (waaronder zijn belangrijkste werken) en kan op zijn beurt worden onderverdeeld in verschillende Scènes:
- Scènes de la vie parisienne (Scènes uit het Parijse leven)
- Scènes de la vie de campagne (Scènes uit het plattelandsleven)
- Scènes de la vie privée (Scènes uit het privé-leven)
- Scènes de la vie de province (Scènes uit het provincieleven)
- Scènes de la vie politique (Scènes uit het politieke leven)
- Scènes de la vie militaire (Scènes uit het militaire leven).

#### Scènes de la vie privée
- La Maison du chat-qui-pelote, 1830, (Mame-Delaunay), 1839, (Charpentier), 1842 (Furne)
- Le Bal de Sceaux,1830, (Mame et Delaunay-Vallée), 1842 (Furne)
- Mémoires de deux jeunes mariées1842 (Furne)
- La Bourse, 1830, (Mame-Delaunay), 1835, (Béchet), 1839, (Charpentier), 1842 (Furne)
- Modeste Mignon, 1844
- Un début dans la vie, 1844 (1e éd.), 1845 (Furne).
- Albert Savarus, 1842, (1e éd. Furne)
- La Vendetta, (idem)
- Une double famille, 1830, (1e éd.), 1842 (Furne)
- La Paix du ménage, 1830, (1e éd.), 1842, (5e éd. Furne)
- Madame Firmiani, 1832, (1e éd. Gosselin), 1835, (éd Béchet), 1839, (Charpentier) 1842, (Furne)
- Étude de femme, 1831, (1e éd. Gosselin, 1842, (4e éd.Furne)
- La Fausse maîtresse, 1842, (1e éd. Furne)
- Une fille d'Ève, 1839,(Souverain) puis dans l’édition Furne de 1842
- Le Message (1833) éditions Mame-Delaunay.
  - La Grande Bretèche, 1832, 1837, 1845
- La Grenadière
- La Femme abandonnée, 1833, (1e éd. Béchet)
- Honorine
- Béatrix, 1839
- Gobseck, 1830, (1e édition), 1842 (Furne)
- La Femme de trente ans, 1834 (éd.Charles-Béchet), 1842, (Furne)
- Le Père Goriot, 1835
- Le Colonel Chabert, 1835
- La Messe de l'athée, 1836
- L'Interdiction, 1836
- Le Contrat de mariage, 1835, (1e éd.), 1842, (Furne-Hetzel)
- Autre étude de femme, 1839-1842

#### Scènes de la vie de province
Scènes van het provincieleven
- Ursule Mirouët
- Eugénie Grandet, 1833
  -     - Dans les célibataires

  - Pierrette
  - Le Curé de Tours, 1832
  - La Rabouilleuse, intitulé à l’origine Un ménage de garçon, 1842
    - Dans les parisiens en province

  - L'Illustre Gaudissart, 1833 et 1843
  - La Muse du département
    - Dans les rivalités

  - La Vieille Fille, 1836
  - Le Cabinet des Antiques, 1839
- Illusions perdues, 1836 à 1843 comprenant :
  - Les Deux poètes(1837)
  - Un grand homme de province à Paris (1839)
  - Ève et David 1843 (Les Souffrances de l’inventeur)

#### Scènes de la vie parisienne
- Histoire des Treize, comprenant :
  - 1) Ferragus, 1834
  - 2) La Duchesse de Langeais, 1834, 1839
  - 3) La Fille aux yeux d'or, 1835
- César Birotteau, 1837 (Histoire de la grandeur et de la décadence de César Birotteau)
- La Maison Nucingen, 1838
- Splendeurs et misères des courtisanes, 1838, (Werdet), 1844-1846, (Furne)
  - Comment aiment les filles
  - À combien l’amour revient aux vieillards
  - Où mènent les mauvais chemins
  - La Dernière Incarnation de Vautrin
- Les Secrets de la princesse de Cadignan
- Facino Cane, 1837
- Sarrasine, 1831
- Pierre Grassou
  -     - Dans les parents pauvres

  - La Cousine Bette, 1846
  - Le Cousin Pons, 1847
- Un homme d’affaires (Esquisse d’homme d’affaires d’après nature), 1844 aux éditions Hetzel
- Un prince de la bohème 1840, 1844 édition Potter, 1846, édition Furne
- Gaudissart II
- Les Employés ou La Femme supérieure, 1838, (Werdet), 1844, (Furne)
- Les Comédiens sans le savoir
- Les Petits Bourgeois (inachevé), terminé et publié par Charles Rabou en 1856-1854[5]
- L'Envers de l'histoire contemporaine, 1848
  - Madame de la Chanterie
  - L’Initié

#### Scènes de la vie politique
- Un épisode sous la Terreur
- Une ténébreuse affaire,1843, (Souverain et Lecou), 1846, (Furne).
- Le Député d'Arcis (inachevé), terminé et publié en 1854 par Charles Rabou, selon la promesse qu’il avait faite à Balzac peu avant sa mort. Le texte se compose de trois parties :
  1. L'Élection .1847
  2. Le Comte de Sallenauve (inachevé), terminé et publié par Charles Rabou en 1856[6]
  3. La Famille Beauvisage 1854-1855
- Z. Marcas

#### Scènes de la vie militaire
- Les Chouans, 1829
- Une passion dans le désert, 1830

#### Scènes de la vie de campagne
- Les Paysans, (inachevé). Publié en 1854 par la comtesse Evelina Hanska, Madame de Balzac.
- Le Médecin de campagne, 1833
- Le Curé de village, 1841
- Le Lys dans la vallée, 1836

### Études philosophiques
Onder deze groep romans vallen de werken waarin Balzac het scheppende genie bestudeert en er filosofische en morele overpeinzingen aan koppelt. De hoofdpersonages zijn schilders, dichters, … die bezeten zijn door hun zoektocht naar het Ideaal waarvoor zij bereid zijn alles op te geven. Vaak leidt deze passie tot de ondergang van het personage.
- La Peau de chagrin, 1830, 1834, 1837, Furne: 1846
- Jésus-Christ en Flandre
- Melmoth réconcilié, suite de Melmoth, l’homme errant, roman gothique de Charles Maturin
- Le Chef-d'œuvre inconnu, 1831, 1837, (Furne : 1846)
- Gambara,1837
- Massimilla Doni,1837[7]
- La Recherche de l'absolu, 1834, 1839, 1845
- L'Enfant maudit[8]
- Adieu, 1830
- Les Marana
- Le Réquisitionnaire
- El Verdugo
- Un drame au bord de la mer, 1834, 1835, 1843, 1846
- Maître Cornélius, 1832, 1836, 1846
- L’Auberge rouge
- Sur Catherine de Médicis, 1836-1844
  - Introduction
  - Le Martyr calviniste
  - La Confidence des Ruggieri
  - Les Deux Rêves
- L'Élixir de longue vie, 1831, 1834, 1846
- Les Proscrits, 1831[9]
- Louis Lambert
- Séraphîta

### Études analytiques
In deze categorie verzamelde Balzac de werken waarin hij overpeinzingen maakt over gedragingen en het sociale leven. Hiervoor baseert hij zich op de wetenschap, onder andere op de fysiologie), die de ontwikkeling van dieren en planten probeert te verklaren. Daarom schreef Balzac La Physiologie du mariage en had hij plannen voor La Pathologie de la vie sociale.
- Physiologie du mariage, 1829 (Levasseur), 1846, (Furne)
- Petites misères de la vie conjugale
- Pathologie de la vie sociale comprenant:
  1. Traité de la vie élégante
  2. Théorie de la démarche
  3. Traité des excitants modernes

## Voetnoten
1. ↑   Bronnen verschillen omtrent het exacte aantal. Het aantal van 137 wordt genoemd door de Larousse des Littératures françaises et étrangères, Tome I
2. ↑   Mille ans de littérature française, Nathan, Paris, 2003, p. 320 ISBN 2-09-179062-1
3. ↑   Couprie, Alain, Les grandes dates de la littérature française, Nathan/VUEF, Paris, 2002, p. 83; ISBN 2-200-34193-8
4. ↑   Couprie, Alain, Les grandes dates de la littérature française, Nathan/VUEF, Paris, 2002, p. 85; ISBN 2-200-34193-8
5. ↑  Dictionnaire historique des littératures Larousse, (1986), t. II, p. 1325. ISBN 2-03-508302-8
6. ↑  Larousse des Littératures, op. cit..
7. ↑  René Guise, Balzac et l’Italie, l'Année balzacienne, 1962, p 245-75.
8. ↑  François Germain, L’Enfant maudit, esquisse d’une pré-histoire, L’Année balzacienne, 1960, p.21-36.
9. ↑  Voir l’analyse de René Guise : Balzac et Dante, l’Année balzacienne, 1963.